# Elizabeth Barrett Browning
Elizabeth Barrett Browning (leánykori neve Elizabeth Barrett Moulton-Barrett) (Coxhoe Hall vagy Durham, 1806. március 6. – Firenze, 1861. június 29.) a viktoriánus korszak egyik legelismertebb, nehéz sorsú angol költőnője.

## Életpályája
Durham megyében született, Elizabeth Barrett Moulton-Barrett néven. Édesapja Edward Moulton-Barrett, a Jamaica történetében nagy szerepet játszó Barrett család tagja, édesanyja Mary Graham-Clarck, gazdag földbirtokos családból származott, Newcastle upon Tyne-ból. Testvérei: Henrietta Barrett-Cook, Arabel Barrett, Alfred Barrett, Septimus Barrett, Octavius Barrett, Edward Barrett, Samuel Barrett, George Barrett, Henry Barrett, Charles John Barrett. A család 1809-től élt Hope End nevű birtokán, Great Malvernhez közel, Elizabeth itt töltötte a gyerekkorát 2 húgával és 8 öccsével. A kislánynak szülei sok, a kor szokásaitól eltérő dolgot megengedtek, például együtt tanulhatott öccseivel (ennek köszönhető, hogy már fiatalon remekül értette az ógörög nyelvet) vagy színdarabokat írt, melyeket aztán testvéreivel eljátszottak. Intelligenciájával már gyermekkorában kitűnt testvérei közül. 1818-ban írta A marathoni csata című versét, melyet édesapja 1820-ban kinyomtattatott 50 példányban. Elizabeth gyakran átjárt egy szomszéd vak tudóshoz, Hugh Stuart Boydhoz, ez a barátság nagy hatással volt a fiatal éveire.
1821-től kezdve súlyos betegség, valószínűleg tuberkulózis miatt ópiumot és különböző gyógyszereket kellett szednie, ez törékeny egészségét nagyon megviselte, egész élete során betegeskedett. 14 éves korában leesett egy lóról, és olyan súlyosan megsérült, hogy egész életében nyomorék maradt. 1825-től kezdve jelentek meg versei különböző újságokban. 1826-ban jelent meg első verseskötete, Gondolatok az értelemről és egyéb költemények címmel, név nélkül.
Nem sokkal később a rabszolgaság kérdése foglalkoztatta nagyon a fiatal költőnőt. Édesanyja 1828-ban bekövetkezett halála miatt édesapja az egész családdal Simouth-ba, majd Londonba költözött, és vasmarokkal irányította gyermekeit, azzal a fogadalommal, hogy egyben tartja a családját a legvégsőkig. A londoni Wimpole streeten Elizabeth egészségi állapota újra romlani kezdett, így egy rokonához került Torquay-be, ahol megerősödött, ám két év ott tartózkodás után, 1840-ben legkedvesebb öccse, Edward egy vitorlásbalesetben életét vesztette, így a költőnő újra letargikus állapotba került. Az életveszély után újra írni kezdett, és hírneve egyre messzebb szárnyalt Anglián kívül is.
1845-ben találkozott későbbi férjével, Robert Browninggal, a szerelem ereje nagyban befolyásolta az egészségi állapotát, Elizabeth valósággal kivirágzott, noha apja a házasságkötés után a fogadalmához híven, a többi már házasságban élő gyermekéhez hasonlóan, kitagadta a családból. A szökés és a titkos esküvő után az ifjú pár az itáliai félszigetre költözött. Firenzében telepedtek le. Elizabeth hosszú idő óta ismét otthon érezhette magát a Casa Guidinek keresztelt házban. Édesapja azonban nem bocsátott meg neki életében, s ez fájdalmat okozott Elizabeth-nek. 1849-ben született meg kisfia, Robert Barrett-Browning, akit Penininek becéztek. Ekkoriban keletkezett Elizabeth leghíresebb műve az 1845–1846 körül írt Portugál szonettek. 1850-ben adták ki először ezt a 44 szerelmes szonettet tartalmazó gyűjteményt. Miután Itália nagy részét beutazta férjével és kisfiával, 1861-ben halt meg Firenzében, ott is temették el egy protestáns temetőben.
Életét két kiváló regény is feldolgozta.

## Művei
- The Battle of Marathon, 1818 körül
- An Essay on Mind (versek), 1826
- Prometheus Bound (fordítás Aiszkhülosztól), 1833
- The Seraphim and Other Poems, 1838
- "The Cry of the Children", 1842
- Poems, 1844
- Poems (többek közt: Sonnets from the Portuguese), 1850. – magyar nyelven a Portugál szonettek jelentek meg
- Hiram Powers' Greek Slave
- Casa Guidi Windows, 1851
- Aurora Leigh, 1857
- Poems Before Congress, 1860
- Last Poems (többek közt: "De Profundis") posztumusz kiadásban, 1862

## Magyarul
- Portugál szonettek; ford. Máté József; Pantheon, Bp., 1936
- Portugál szonettek; ford. Kardos László; Európa, Bp., 1957 (Janus-könyvek)
- Portugál szonettek; ford. König-Király Ágota; Apriori International, Székesfehérvár, 2008
- Portugál szonettek; ford., bev. Czike Sándor; Accordia, Bp., 2009